# Smith River
Smith River – jednostka osadnicza w Stanach Zjednoczonych, w stanie Kalifornia, w hrabstwie Del Norte.